# Награ, Парминдер
Парми́ндер Кау́р На́гра (англ. Parminder Kaur Nagra; род. 5 октября 1975, Лестер, Англия, Великобритания) — английская актриса и певица. Наиболее известна по своей роли в сериале «Скорая помощь».

## Биография
Парминдер Каур Награ родилась 5 октября 1975 года в Лестере (Англия, Великобритания) в семье индийских эмигрантов 1960-х годов. У Парминдер есть трое младших братьев и сестёр. Она посещала начальную школу Нортфилд-Хаус в Лестере. В своей общеобразовательной школе, колледже Соар-Вэлли, играла на альте в молодёжном оркестре, а также участвовала в своих первых театральных постановках. Через несколько месяцев после сдачи экзаменов и окончания школы, к Нагре обратилась Джез Саймонс — её бывший преподаватель драматического искусства, с предложением стать частью лестерской театральной труппы Haithizi Productions, в которой он был художественным руководителем. Она согласилась и была приглашена в качестве участницы хора в мюзикле 1994 года «Нимай», представленном в театре Хеймаркет. Всего через неделю после начала репетиций её перевели из хора на замену выбывшей ведущей актрисе. Саймонс вспоминает, что Награ, хорошая певица и актриса, также обладала качеством, которое возвышало её над другими актрисами, что побудило его выбрать её в качестве новой ведущей, несмотря на неудобство выступления с её рукой в гипсе.
Парминдер снимается в кино с 1991 года. Также Награ является певицей. Лауреат премий «Bordeaux International Festival of Women in Cinema» (2002) и «EMMA» (2004).
Была награждена Президентской премией ФИФА за роль Джесс в фильме «Играй как Бекхэм», в котором показана история девушки из семьи выходцев из Пенджаба, которая росла в Западном Лондоне, и её страсти к футболу, несмотря на сильное сопротивление родителей.

## Личная жизнь
Во время съёмок «Прекрасных дам» Награ познакомилась с ирландским актёром Кираном Крегганом, с которым позже переехала в квартиру в Кеннингтоне, Южный Лондон. Их отношения длились пять лет.
В 2009—2013 годах Парминдер была замужем за фотографом Джеймсом Стенсоном. У бывших супругов есть сын — Кай Дэвид Сингх Стенсон (род. 19.05.2009).

## Фильмография
| Год       |     | Русское название                             | Оригинальное название           | Роль                     |
| --------- | --- | -------------------------------------------- | ------------------------------- | ------------------------ |
| 1991      | ф   | —                                            | Dushmani Jattan Di              | н/д                      |
| 1996—1998 | с   | Катастрофа                                   | Casualty                        | Аша Гупта / Аиша         |
| 1997      | с   | —                                            | Turning World                   | Сабина                   |
| 1998      | ф   | —                                            | King Girl                       | Аиша                     |
| 1999      | кор | —                                            | Park Stories                    | н/д                      |
| 2000      | с   | Да помилует меня господь                     | Goodness Gracious Me            | разные персонажи         |
| 2000      | тф  | Донован Квик                                 | Donovan Quick                   | Радика                   |
| 2000      | с   | Холби Сити                                   | Holby City                      | Тина                     |
| 2001      | с   | Судья Джон Дид                               | Judge John Deed                 | Ижбел Макдональд         |
| 2002      | тф  | —                                            | The Swap                        | администратор отеля      |
| 2002      | ф   | Играй как Бекхэм                             | Bend It Like Beckham            | Джесс                    |
| 2002      | с   | —                                            | Always and Everyone             | Сунита Верма             |
| 2003      | тф  | Двенадцатая ночь, или Как вам это понравится | Twelfth Night, or What You Will | Виола                    |
| 2003      | тф  | Второе поколение                             | Second Generation               | Хир Шарма / Сонали Шарма |
| 2003—2009 | с   | Скорая помощь                                | ER                              | Нила Расготра            |
| 2004      | ф   | Заколдованная Элла                           | Ella Enchanted                  | Арейда                   |
| 2005      | кор | —                                            | Maya the Indian Princess        | н/д                      |
| 2008      | мф  | Бэтмен: Рыцарь Готэма                        | Batman: Gotham Knight           | Кассандра                |
| 2008      | ф   | В твоих мечтах                               | In Your Dreams                  | Чарли                    |
| 2008      | тф  | —                                            | Compulsion                      | Анжика                   |
| 2010      | ф   | —                                            | Tere Ishq Nachaya               | Харприт                  |
| 2010      | с   | Только правда                                | The Whole Truth                 | Пилар Ширази             |
| 2011      | ф   | Ужасный Генри                                | Horrid Henry: The Movie         | мисс Лавли               |
| 2012      | с   | Алькатрас                                    | Alcatraz                        | Люси Банерджи            |
| 2012      | с   | Трон: Восстание                              | Tron: Uprising                  | Ада                      |
| 2012      | ф   | 28 тысяч                                     | Twenty8k                        | Дива Джани               |
| 2013      | с   | Ясновидец                                    | Psych                           | Рейчел                   |
| 2013      | тф  | Безрассудная                                 | Reckless                        | Сьюзан                   |
| 2013—2014 | с   | Чёрный список                                | The Black List                  | Мира Малик               |
| 2014      | мф  | Почтальон Пэт                                | Postman Pat: The Movie          | Ниша Бейнс               |
| 2015      | с   | Морская полиция: Лос-Анджелес                | NCIS: Los-Angeles               | Элла Дешаи               |
| 2015      | тф  | —                                            | Kingmakers                      | Рада                     |
| 2015      | тф  | —                                            | Evil Men                        | Сара Киллас              |
| 2016—2017 | с   | Агенты «Щ.И.Т.»                              | Agents of S.H.I.E.L.D.          | сенатор Эллен Надир      |
| 2017      | мс  | Бен-10                                       | Ben 10                          | Комал                    |
| 2017—2018 | с   | Фортитьюд                                    | Fortitude                       | доктор Саринда Хатри     |
| 2018      | с   | 13 причин почему                             | 13 Reasons Why                  | Прайя Син                |
| 2018      | с   | Элементарно                                  | Elementary                      | специальный агент Маллик |
| 2018      | ф   | Птичий короб                                 | Bird Box                        | доктор Лапэм             |
| 2018—2019 | с   | Бог меня зафрендил                           | God Friended Me                 | Приа Амар                |
| 2019      | ф   | В метре друг от друга                        | Five Feet Apart                 | доктор Нур Хамид         |